# Lucien Gander
Pour les articles homonymes, voir Gander.
Lucien Gander (1884 - 1960) est un homme politique français.

## Biographie
Négociant en produits chimiques, le gaulliste Lucien Gander est élu maire de Mulhouse à la suite des élections municipales d’octobre 1947, qui voient son parti, le RPF, remporter une majorité relative (18 conseillers sur 37) contre des sortants socialistes dont le parti dominait la municipalité depuis les années 1920.
Les gaullistes entrent cependant rapidement en conflit avec la minorité socialiste, dont ils attaquent systématiquement le bilan. Cette crise municipale atteint son paroxysme en août 1948, lors d’une visite du général De Gaulle à Mulhouse. Le conseil municipal est alors dissous et de nouvelles élections sont organisées en novembre, au profit du RPF, qui gagne trois élus ainsi que la majorité absolue au conseil, et de Lucien Gander, qui est réélu.
Le 30 septembre 1951, Lucien Gander est également élu au Sénat, où il siège jusqu’au 18 mai 1952, ne se représentant pas à l’issue de son mandat.
C’est sous le mandat municipal de Lucien Gander que le plan de reconstruction et d’aménagement de Mulhouse, dû à l’architecte parisien Pierre-Jean Guth, est adopté (1950).